# 安部悦生
安部 悦生（あべ えつお、1949年 - ）は、日本の経営学者である。
東京都出身。学位は経済学修士。専門は経営史。
研究分野は、経営史、経済史、経営学、企業家活動、 経済政策（含経済事情）、英国経済事情など。
イギリス鉄鋼産業研究やチャンドラー研究の第一人者として著名。
近年はポスト・チャンドラーモデルや経営文化などを中心に研究を行っている。
交友関係は、経営史/経済史関係を中心に幅広く
例えば、独自の「海洋史観」論で著名な川勝平太、先輩では鈴木良隆、湯沢威、後輩には米倉誠一郎、
海外ではレズリー・ハンナ、マサイアス・キッピング、ネイオミ・ラモロー、ジェフリー・ジョーンズなどがいる。

## 学歴
- 1973年 東京都立大学 (1949-2011)経済学部卒業
- 1974年 東京大学経済学部退学
- 1976年 一橋大学大学院経済学研究科修士課程修了
- 1978年 一橋大学大学院経済学研究科博士課程中退
- 1981年～1983年 フルブライト研究員として、アメリカのボストン大学経営学部留学
- 1992年～1993年 明治大学在外研究員として、イギリス・ケンブリッジ大学歴史学部留学

## 職歴
- 1978年 明治大学経営学部助手
- 1980年 明治大学経営学部専任講師
- 1984年 明治大学経営学部助教授
- 1989年より明治大学経営学部教授
- 1997年ロンドン大学（Royal Holloway）にて客員教授

- 2003年4月～2008年3月 明治大学大学院経営学研究科委員長
- 2010年4月～2014年3月 明治大学経営学部長

## 著書

### 単著
- 『大英帝国の産業覇権――イギリス鉄鋼企業興亡史』（有斐閣, 1993年）
- 『ケンブリッジのカレッジ・ライフ――大学町に生きる人々』（中央公論社［中公新書］, 1997年）
- 『経営史』（日本経済新聞社［日経文庫］, 2002年）
- 『経営史 第2版』（日本経済新聞社［日経文庫］, 2010年）

### 共著
- （岩内亮一・門脇厚司・陣内靖彦）『海外日系企業と人的資源――現地経営と駐在員の生活』（同文舘出版, 1992年）
- （岩内亮一・岡山礼子・湯沢威）『イギリス企業経営の歴史的展開』（勁草書房, 1997年）
- （壽永欣三郎・山口一臣）『ケースブックアメリカ経営史』（有斐閣, 2002年）

### 編著
- 『金融規制はなぜ始まったのか――大恐慌と金融制度の改革』（日本経済評論社, 2003年）

### 共編著
- Changing Patterns of International Rivalry: Some Lessons from the Steel Industry, co-edited with Yoshitaka Suzuki, (University of Tokyo Press, 1991).
- The Origins of Japanese Industrial Power: Strategy, Institutions and the Development of Organisational Capability, co-edited with Robert Fitzgerald, (F. Cass, 1995).
- The Development of Corporate Governance in Japan and Britain, co-edited with Robert Fitzgerald, (Ashgate, 2004).

### 訳書
- ジョン・A・ギャラティ『世界恐慌――前兆から結末まで』（TBSブリタニカ, 1988年）
- アルフレッド・D・チャンドラー, Jr.『スケール・アンド・スコープ――経営力発展の国際比較』（有斐閣, 1993年）